# Buchdruckerei F. L. Wagener
Die Buchdruckerei Wagener, eigentlich F. L. Wagener, Lemgo, war eine Druckerei und ein Verlag in Lemgo/Lippe (Nordrhein-Westfalen). Die eigenständige lippische Druckerei und der Verlag nahmen eine zentrale Rolle in der Geschichte des Druck- und Verlagswesens in Ostwestfalen-Lippe ein und stellten damit eine der wichtigen kulturellen Institution für das ehemalige Fürstentum Lippe und spätere Land Lippe dar. Der Verlag wurde am 26. September 1843 durch Friedrich Leopold Wagener in Lemgo gegründet und gab ab 1856 die Sonntagspost sowie 1877 die Lippische Post heraus.

## Geschichte

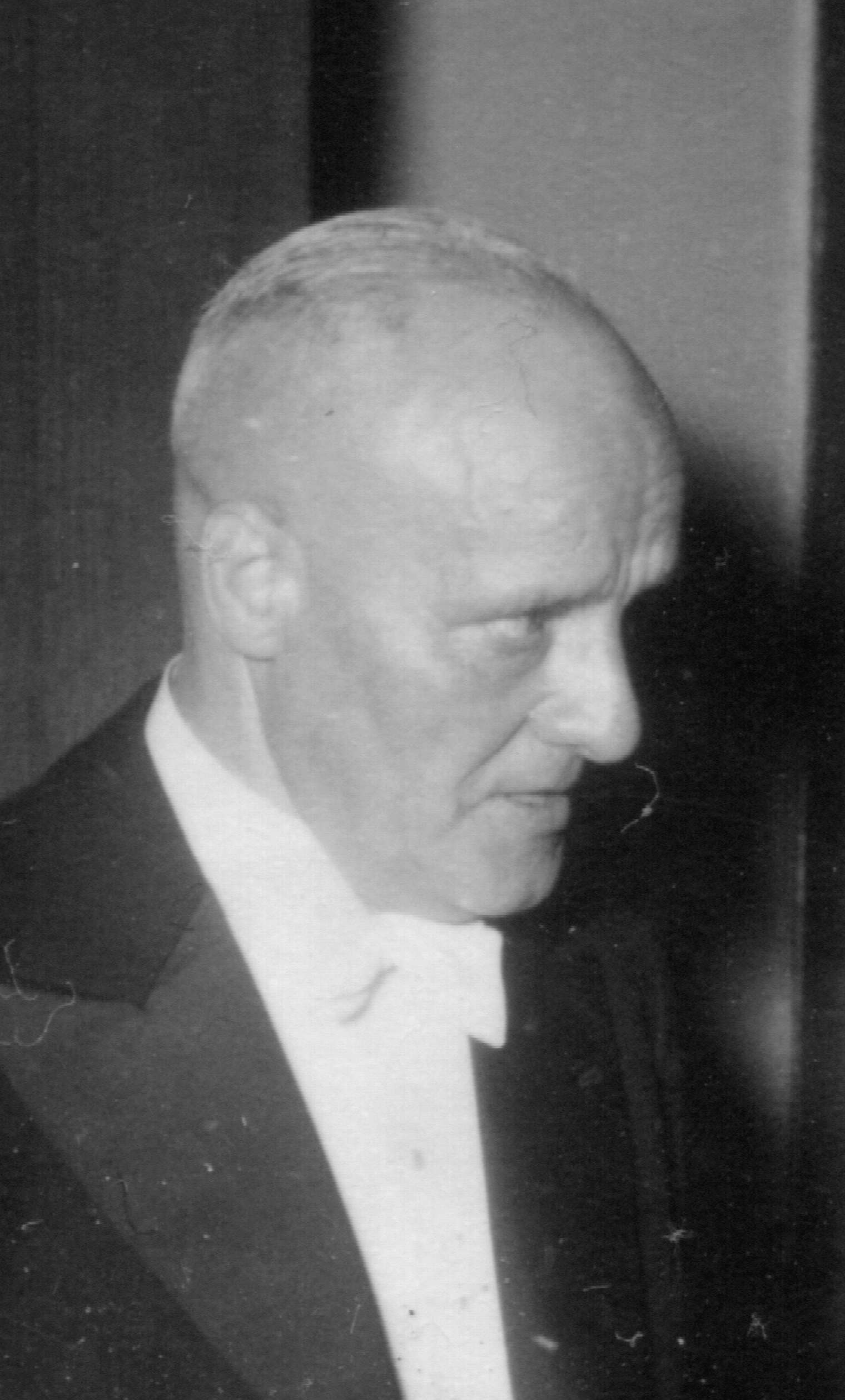
Carl Wagener, 1954

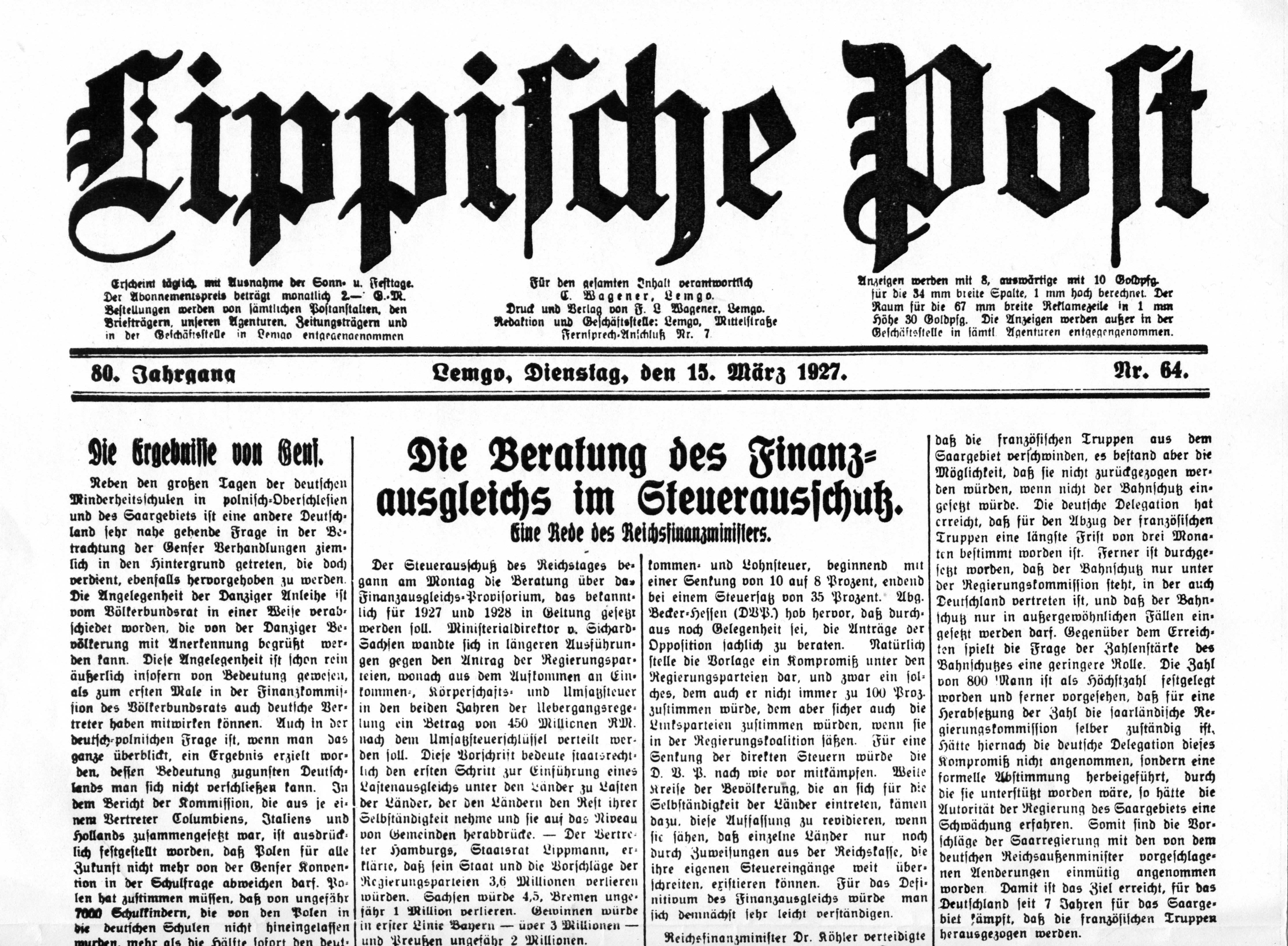
Titelseite der Lippischen Post vom 15. März 1927

In der Zeit der Deutschen Revolution 1848/1849 wurde hier zwei Zeitungen herausgegeben. Vom 25. März 1848 bis 1852 erschien zweimal wöchentlich die demokratische orientierte Zeitung Die Wage – Zeitschrift zur Besprechung der Angelegenheiten des Volkes. Redakteure waren die Detmolder Karl Vette und Carl Volckhausen sowie Gustav Adolf Wolff aus Lemgo. Ab dem 11. November 1848 bis zum 19. Juli 1850 erschien auch die demokratisch ausgerichtete Wochenzeitung Der Volksfreund – Eine Wochenschrift für Westfalen mit dem Motto „Freiheit, Wohlstand, Bildung für Alle“ gedruckt und verlegt. Gustav Adolf Wolff trat ab November 1848 ebenfalls in die Redaktion des Westfälischen Volksfreundes ein.
Ein Mitarbeiter des Verlages war der spätere Landespräsident Heinrich Drake, der bis 1903 einfacher Angestellter war und danach bis 1910 als Geschäftsführer fungierte. Später wurde F. L. Wagener, Lemgo unter anderem durch die Verlagsinhaber Friedrich Leopold (Fritz) (1885–1951), Carl Arnold Wagener (1885–1959) und durch den Urenkel des Gründers, Bruno Wagener-Köhler (1917–1988, geborener Köhler - von Carl und Else Wagener 1951 adoptiert) geführt.
In diesem Verlag wurden unter anderem Werke wie Die Subscription des Clarkinnus (Druck 1800), Dichter für das Vaterland von Christian Dietrich Grabbe, Auch wir waren des Kaisers Kinder von Ruth Michaelis-Jena  und heimatkundliche Editionen verlegt sowie die Zeitung Lippische Post (1877), später „Lippische Rundschau“, herausgegeben.
Weitere Werke, welche hier in mehreren Auflagen verlegt wurden, beziehen sich unter anderem auf das Fürstentum Lippe, das Land Lippe, die Stadt Lemgo sowie lippische Persönlichkeiten wie Engelbert Kaempfer.
Die Druckerei und der Verlag waren bis zur Betriebsverlagerung im Jahr 1981 an der Mittelstrasse 23/25 im alten Stadtkern von Lemgo angesiedelt und zog danach ins Industriegebiet nach Lieme um. Die Druckerei wurde wenige Jahre danach an die Firma Busse-Druck aus Herford verkauft. Später ging Busse-Druck in der heute noch bestehenden Mediengruppe des Westfalen-Blattes auf.